# Jean Gougy
Jean Gougy, né le 11 décembre 1939 à Bordeaux (Gironde), est un homme politique français.
Ayant exercé de nombreuses responsabilités au sein du Rassemblement pour la République (RPR) et de l’Union pour un Mouvement populaire (UMP), il a longtemps œuvré au développement de l'influence gaulliste dans sa région. Il était proche de Jacques Chirac, dont il partageait les convictions.

## Carrière politique
Jean Gougy débute son engagement politique en 1958 en adhérant à l’Association pour le soutien à l’action du Général de Gaulle, ainsi qu’à l’Union pour la Nouvelle République (UNR), dès sa fondation. Il s'implique activement dans les campagnes législatives du Dr Maurice Plantier à Pau en 1958, 1962 et 1967, et devient responsable départemental de l’Union des jeunes pour le progrès (UJP).
En 1968, dans un contexte de forte mobilisation gaulliste, il est nommé responsable départemental des Comités pour la Défense de la République (CDR). Il participe également à la campagne de Georges Pompidou en 1969. Jean Gougy s’engage dans les élections municipales de Pau en 1971 en tant que candidat sur la liste de Pierre Sallenave. Par la suite, en 1982, il est élu conseiller municipal sur la liste de Pierre Sallenave.

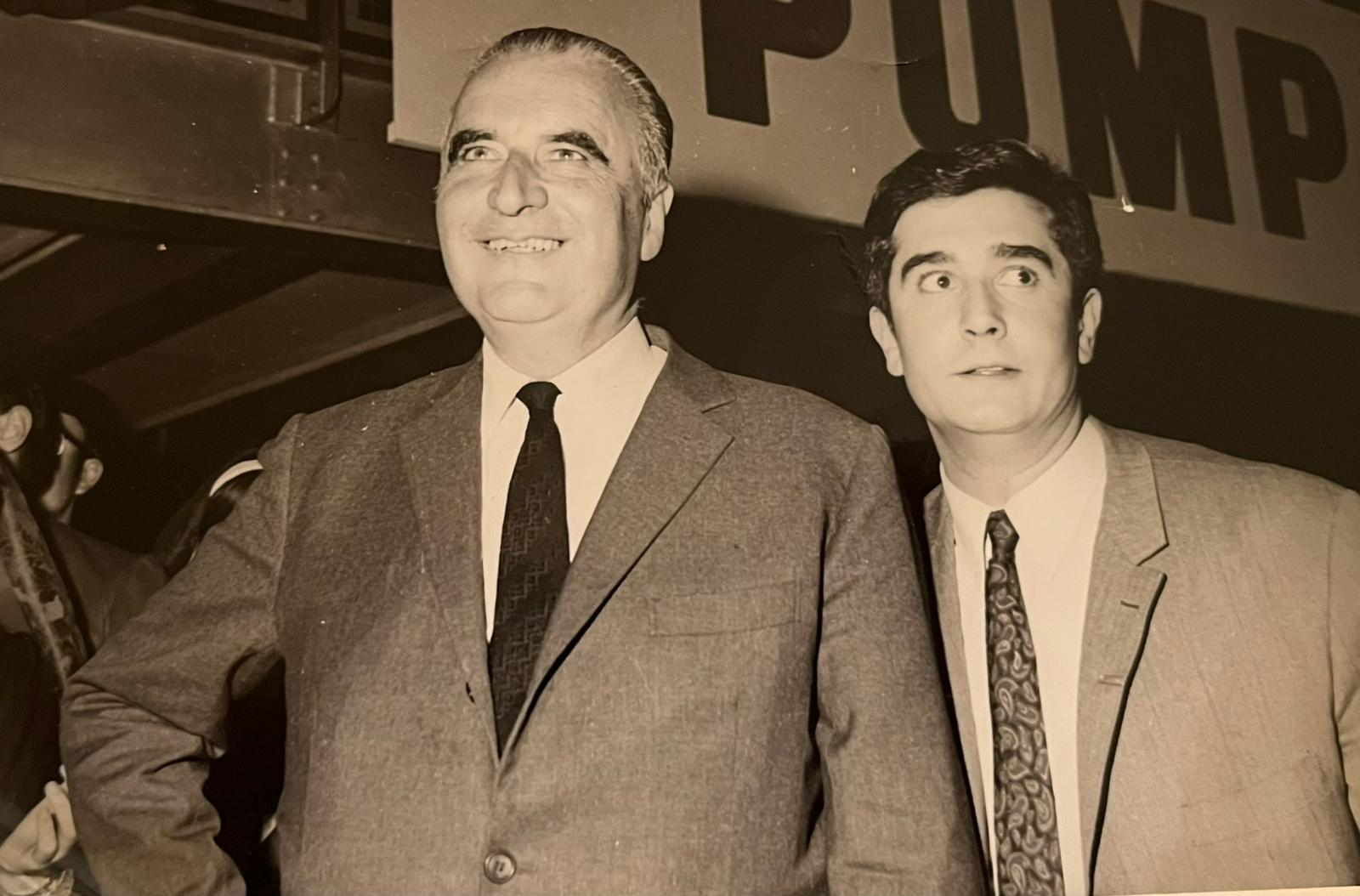
Jean Gougy avec Georges Pompidou à l'occasion de sa venue à Pau

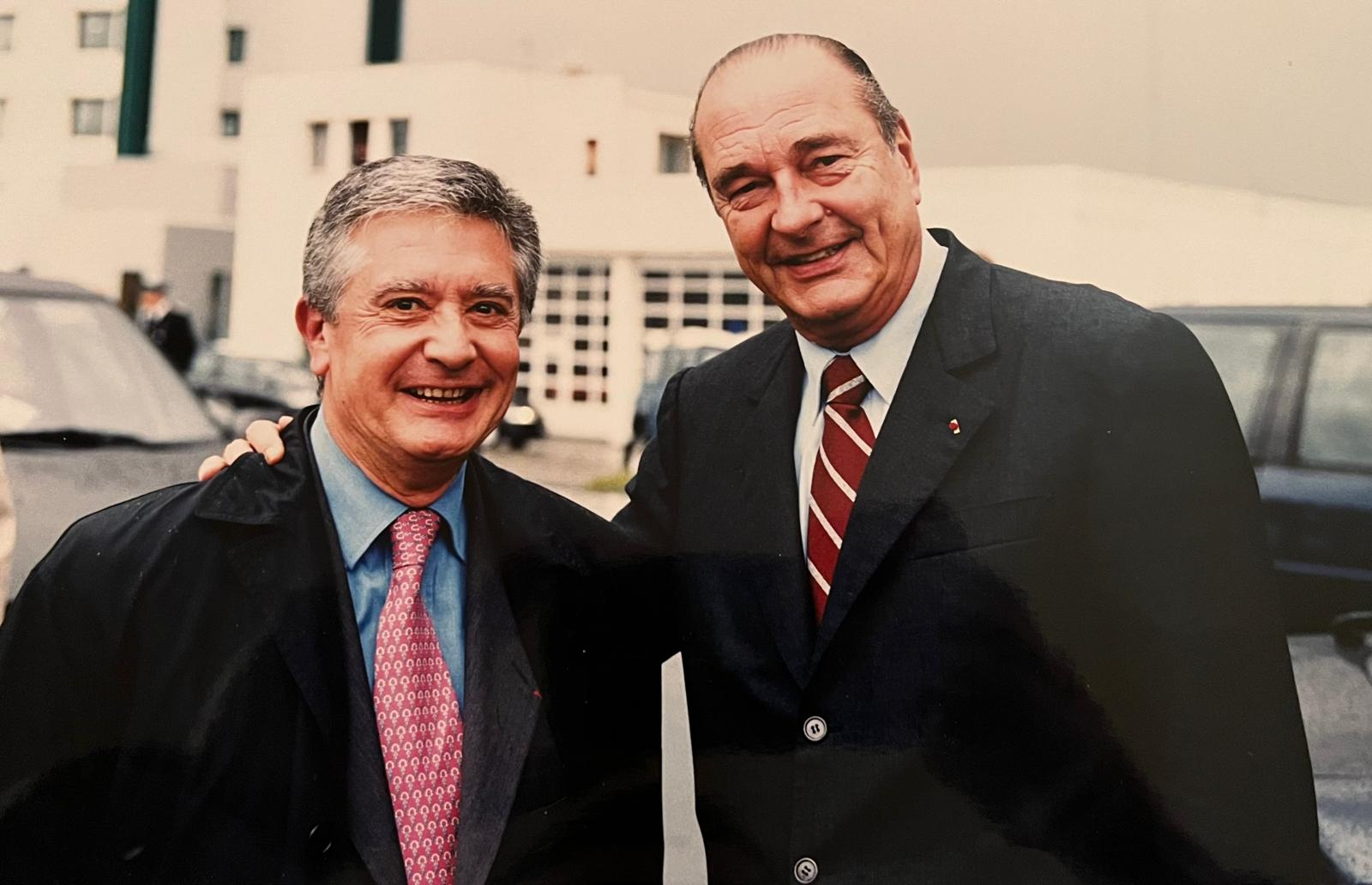
Jean Gougy avec son ami Jacques Chirac, Président de la République.

En 1976, il adhère au Rassemblement pour la République (RPR) dès sa création, un parti qui correspond parfaitement à ses convictions gaullistes. Deux ans plus tard, Jacques Chirac, reconnaissant son engagement et sa fidélité, le nomme Secrétaire départemental du RPR dans les Pyrénées-Atlantiques. Il occupe ce poste jusqu'en 2002, renforçant son lien avec Jacques Chirac, avant de devenir Secrétaire départemental de l’Union pour un Mouvement Populaire (UMP) jusqu'en 2008.
En 1985, Jean Gougy est élu Conseiller général du canton de Pau-Ouest, un mandat qu'il conservera jusqu'en 2004, date à laquelle il décide de ne pas se représenter. Il devient  Premier Vice-président du Conseil général des Pyrénées-Atlantiques en 1988 et dirige le groupe RPR au sein de l’assemblée départementale. Il préside également le Service départemental d'incendie et de secours des Pyrénées-Atlantiques de 1985 à 2004. Il préside de 2001 à 2004 la Société d'équipement des Pays de l'Adour.
En tant que Vice-président du Conseil général, il crée en 1987 la Technopole Hélioparc à Pau, destinée à l’innovation technologique, dont il assure la présidence jusqu’en 2004.
En 1986, il mène la liste RPR-UDF dans les Pyrénées-Atlantiques lors des élections législatives et est élu député, la liste de l’opposition arrivant en tête avec 46,63 % des voix (148 268 voix). Il est réélu député de la première circonscription des Pyrénées-Atlantiques en 1993 avec près de 57 % des suffrages au second tour.
Jean Gougy fut également Conseiller régional de la Région Aquitaine de 1998 à 2004.

## Carrière professionnelle
Jean Gougy a également mené une carrière dans le secteur industriel. Il occupe des fonctions de cadre administratif au sein de la Société nationale des pétroles d'Aquitaine (SNPA), qui deviendra par la suite Elf Aquitaine puis Total.

## Distinctions
Jean Gougy est Officier de la Légion d’honneur et Officier de l’ordre national du Mérite. Par décret du 15 janvier 2025, paru au Journal Officiel le 16 janvier 2025, Jean Gougy est élevé au grade de Commandeur de l’Ordre national du mérite. 